# 砂糖依存症
砂糖依存症（さとういぞんしょう、Sugar Addiction）とは、砂糖の含有量が多い甘い飲料や食品の過剰摂取によって様々な疾患が発現する原因となる依存症の一種となるのではないかという仮説である。エビデンスのほとんどが動物実験によるものであり人間に対するものがなく、科学的な裏付けが不足していると指摘されている。
一方で一部の研究者は、砂糖の摂取と各種疾患との関係についてを示した複数の科学的証拠が一定の条件下で砂糖や甘味料の消費が依存症のようになるかもしれないことを示していると主張している。「砂糖中毒」とも呼ばれる。

## 批判的レビュー
European Journal of Nutritionに2016年に掲載されたレビューでは、この概念は民間に普及している一方で裏付けとなるエビデンスの不足から科学的に説得力がなく、公共政策の推奨事項に組み込むことを反対している。
研究のほとんどが動物実験によるものであり信憑性からは程遠く、薬物依存症に重要ないくつかの要素（用量の概念など）が評価されていないことが指摘されている。
人間は砂糖を単独で消費することがほとんどないためデータが不足しており、また甘い食べ物を摂取することでの行動や神経の影響についての文献は砂糖依存症に対してあまりにも間接的すぎるとしている。

## 甘味のメカニズム
砂糖の主成分であるショ糖(Sucrose, スクロース)は、ブドウ糖(グルコース)と果糖(フルクトース)で構成され、果糖がおいしい甘さをもたらす。清涼飲料水に使われる「高果糖コーンシロップ」のような異性化糖は、果糖55％、ブドウ糖45％の割合で健康への影響はショ糖と同様とされる。この糖分は「果糖ブドウ糖液糖」と呼ばれる。

## 動物実験と考察
砂糖に対する「依存症」という定義は臨床研究が不足しており医学的コンセンサスが得られていない。1998年、キャサリン・デスメゾンズは、脳でのオピオイドμ受容体の活性により引き起こされた生理状態について砂糖依存症の概念を提唱した。デスメゾンズは、砂糖が鎮痛剤として作用しモルヒネブロッカーから遮断することができたことを示す先行研究に基づき、砂糖はDSM IVで概説されていた他の薬物依存症と同様の依存関係があると指摘した。その後、動物実験が行われデスメゾンズによる仮説を補強する結果が得られた、プリンストン大学のバード・ホーベルは、砂糖がほかのドラッグに対するゲートウェイドラッグ(入門薬物)として機能する可能性に注目し、砂糖の神経科学的な作用を研究した。
2008年の研究「砂糖依存症のエビデンス:砂糖の断続的で過剰な摂取による行動的・神経化学的影響」において、砂糖が脳内ドーパミンとオピオイドに作用し、依存症となる可能性があることが動物実験で観察され、「乱用」「離脱症状」「渇望」「交差感作」の四つの過程において行動主義的に砂糖乱用が強化因子として作用することが薬物依存との比較を通じて考察された
。神経の適合は、ドーパミンとオピオイド受容体の結合、エンケファリンmRNAの発現と側坐核におけるドーパミンとアセチルコリンの放出の変化を含んでいる。
リーア・アリニエーロ(Leah Ariniello)は、砂糖依存症とラットの実験について、以下のように述べている。
砂糖関連の企業が行った実験では、ラットに対してカロリーゼロの甘味料投与によって類似作用が報告されている。
砂糖と甘味は、脳のβエンドルフィン受容体の部位を活動させる刺激となるが、これらはヘロインとモルヒネを摂取した際に惹き起こされる反応と同じものである。

## 摂食障害との関連
動物実験においては過食などの中毒のような行動は、甘味のある食品を断続的に摂取した場合にのみ発生することが示唆されている。これは砂糖による神経化学的な影響ではなく断続的な摂取によるものである可能性が高く、人間の摂食障害の発症に関連するかどうかについては研究の余地がある。